# Багратион-Мухранский, Александр Ираклиевич
Князь Александр Ираклиевич Багратион-Мухранский (груз. ალექსანდრე ირაკლის ძე ბაგრატიონ-მუხრანელი, 1853—1918) — генерал-лейтенант русской императорской армии, командир лейб-гвардии Конного полка.

## Биография
Родился 2 июля 1853 года, сын действительного статского советника Ираклия Константиновича Багратион-Мухранского и княжны Екатерины Ивановны Аргутинской-Долгорукой. Внук князя Константина Ивановича Багратион-Мухранского — последнего удельного владетеля Мухранского (в 1800-1801 годах).
16 августа 1872 года поступил в Николаевское кавалерийское училище, по окончании курса наук в котором 7 августа 1874 года был из старших вахмистров училища выпущен корнетом в лейб-гвардии Конный полк.
18 апреля 1877 года был командирован в распоряжение командующего действующим корпусом на кавказско-турецкой границе графа Лорис-Меликова и принимал участие в кампании против турок на Кавказе. 8 ноября 1877 года за отличие был произведён в поручики (со старшинством от 20 сентября) и награждён орденом св. Анны 4-й степени. В следующем году за отличие в сражении при Кизил-Тапа получил орден св. Анны 3-й степени с мечами и бантом. В 1880 году за отличие при взятии Карса награждён орденом св. Владимира 4-й степени с мечами и бантом.
24 марта 1878 года Багратион-Мухранский явился в полк и 10 октября, сдав вступительные экзамены, был зачислен в Николаевскую академию Генерального штаба. 5 ноября 1880 года, не завершив курса наук был отчислен из академии обратно в полк и 29 ноября прикомандирован к канцелярии Военного министерства. 12 апреля 1881 года произведён в штабс-ротмистры и 20 ноября вновь откомандирован в полк. С 3 декабря 1885 года зачислен в кадровый запас по кавалерии.
Произведённый 1 апреля 1890 года в ротмистры Багратион-Мухранский вновь явился к строевой службе в лейб-гвардии Конный полк, в котором год и десять месяцев командовал эскадроном. 30 августа 1893 года получил чин полковника.
С 23 августа 1895 года состоял при войсках Кавказского военного округа и 22 февраля 1902 года был назначен командиром 44-го драгунского Нижегородского полка.
10 июля 1904 года Багратион-Мухранский был произведён в генерал-майоры и назначен командиром лейб-гвардии Конного полка, в 1905 году назначен генерал-майором Свиты его величества, 4 июля 1906 года, был отчислен от занимаемой должности и назначен состоять по гвардейской кавалерии.
Не занимая никаких должностей, Багратион-Мухранский тем не менее последовательно был награждён орденами св. Станислава 1-й степени (6 декабря 1907 года), св. Анны 1-й степени (в 1911 году) и св. Владимира 2-й степени (в 1913 году). 6 апреля 1917 года он получил чин генерал-лейтенанта и отправлен в отставку.
Осенью 1918 года Багратион-Мухранский был арестован большевиками в Пятигорске и зарублен в ночь с 18 на 19 октября 1918 года во время массовой казни заложников. Перезахоронен в Тифлисе на старом Верийском кладбище.

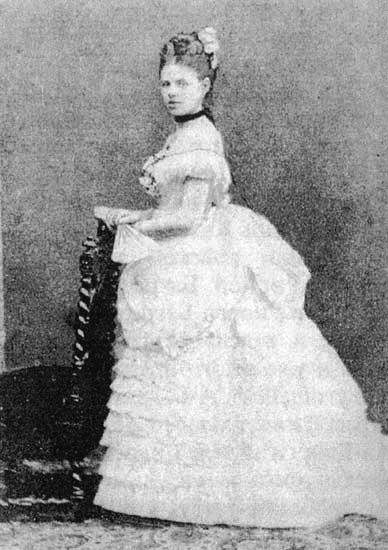
Мария Дмитриевна, жена

С 1903 года и до самой своей смерти князь Багратион-Мухранский числился главой Мухранского дома.

## Воинские звания
- В службу вступил (16.08.1872)[2]
- Корнет гвардии (07.08.1874)
- Поручик (20.09.1877)
- Штабс-ротмистр (12.04.1881)
- Ротмистр (21.04.1891)
- Полковник (30.08.1893)
- Генерал-майор (10.07.1904)
- Генерал-лейтенант (06.04.1917)

## Награды
российские:
- Орден Святой Анны 4 ст. (1877)
- Орден Святой Анны 3 ст. с мечами и бантом (1878)
- Орден Святого Владимира 4 ст. с мечами и бантом (1880)
- Орден Святого Станислава 2 ст. (1888)
- Орден Святой Анны 2 ст. (1892)
- Орден Святого Владимира 3 ст. (1901)
- Орден Святого Станислава 1 ст. (1907)
- Орден Святой Анны 1 ст. (1911)
- Орден Святого Владимира 2 ст. (1913)

иностранные:
- Австрийский Крест «За военные заслуги» (1874)
- Итальянский Орден Святых Маврикия и Лазаря командорский крест (1895)

## Брак и дети
C 25 октября 1881 года князь Александр Ираклиевич был женат на русской дворянке Марии Дмитриевне Головачевой (1855—1932), дочери вице-адмирала Дмитрия Захаровича Головачева. В браке родились:
- Нина (1882—1972)
- Георгий (1884—1957) — считается некоторыми монархистами главой Грузинского царского дома. С 1908 года был женат на дочери польского дворянина Елене Сигизмундовне Злотницкой (1886—1976). Родители княгини Леониды Георгиевны.